# Micurá de Rü
Micurá de Rü (alias Nikolaus Bacher; * 4. Dezember 1789 in Rü bei St. Kassian, Abtei; † 29. März 1847 in Wilten) war ein ladinischer Sprachwissenschaftler.
Micurá de Rü wurde als jüngster Sohn einer vierköpfigen Bergbauernfamilie geboren. Er studierte Philosophie und Theologie, unter anderem in Innsbruck, Trient und Salzburg. Am 28. August 1814 wurde er in Salzburg zum Priester geweiht. Seine ersten Priesterjahre verbrachte er in verschiedenen Pfarreien in Österreich. Er wirkte mehrere Jahre als Feldkaplan und als Erzieher in einem Militärknaben-Erziehungsinstitut in Mailand. Eine kurze Zeit lang besetzte Micurá de Rü auch eine Lektorstelle für Italienisch an der Universität Innsbruck.
Neben dem Priesteramt galt sein besonderes Interesse jedoch seiner Muttersprache, dem Ladinischen. 1833 verfasste er als erster eine ladinische Grammatik mit dem Titel Versuch einer Deütsch-Ladinischen Sprachlehre – Erstmalige Planung einer gesamtdolomitenladinischen Schriftsprache. Die Grundidee dieser Grammatik ist die Bildung einer gemeinsamen Schriftsprache für alle Ladiner. 
Nach ihm ist das Istitut Ladin „Micurá de Rü“ in St. Martin in Thurn benannt.